# Ulla Ryum
Ulla Ryum (født 4. maj 1937 på Frederiksberg, død 30. maj 2022) var en dansk forfatter, dramatiker, instruktør og ph.d. i teatervidenskab. Hun udgav bl.a. romanerne Spejl (1962), Natsangersken (1963), Latterfuglen (1965) og Jeg er den I tror (1987), samt 6 Skuespil (1990). Hun underviste på både Statens Teaterskole, Filmskolen og Forfatterskolen, som hun selv var med til at grundlægge. Hun er blevet betegnet som en af de vigtigste modernister for hørespillet sammen med Svend Åge Madsen og Inger Christensen.